# Aqüeducte Carolí
L'Aqüeducte Carolí o aqüeducte de Vanvitelli és l'aqüeducte que proporcionava l'aigua al Palau Reial de Caserta, (província de Caserta) prenent l'aigua de les fonts de la muntanya Taburno i transportant-la al llarg d'un traçament que discorre, en la seva major part enterrat, al llarg de 38 quilòmetres i que alimenta també el complex de San Leucio.
Els treballs de l'aqüeducte, projectat per Luigi Vanvitelli per encàrrec del rei Carles de Borbó -d'aquí el sobrenom de Carolí-, va començar el març de 1753 i es van concloure amb la inauguració el 7 de maig de 1762.
De particular mèrit arquitectònic i des de 1997 Patrimoni de la Humanitat per la UNESCO és el pont, avui perfectament conservat, que travessant la vall de Maddaloni uneix la muntanya Logano a l'est, amb la muntanya Garzano a l'oest, alçant-se sobre tres ordres d'arcades al llarg de 529 metres i amb una alçada màxima de 55,80 metres.